# 方国洪
方国洪（1939年12月25日—），浙江瑞安人，中国物理海洋学家。1956年毕业于瑞安中学，1961年毕业于南开大学物理系。先后在中国科学院河北分院海洋研究所、中国科学院海洋研究所、国家海洋局第一海洋研究所任研究实习员、研究员、博导。2007年当选中国工程院院士。

## 头衔
- 国务院学位委员会地学学科评议组成员
- 人事部博士后管理委员会地学和环境学专家组成员
- 中国海洋学会、中国海洋湖沼学会潮汐与海平面专业委员会主任